# Les Péchés de Jézabel
Pour plus de détails, voir Fiche technique et Distribution.
Les Péchés de Jézabel (Sins of Jezebel) est un film américain réalisé par Reginald Le Borg, sorti en 1953.

## Synopsis
Achab, le roi vieillissant d'Israël, est sous l'influence d'une femme païenne, la jeune et belle mais intrigante nommée Jézabel et, contre le conseil de ses conseillers et du prophète Élie, l'épouse. Le projet de Jézabel d'instaurer ses idoles païennes en Israël irrite Dieu qui décide d'assouvir sa vengeance sur Israël.

## Fiche technique
- Titre français : Les Péchés de Jézabel[1]
- Titre original : Sins of Jezebel
- Réalisation : Reginald Le Borg
- Scénario : Richard H. Landau
- Production : Sigmund Neufeld et Robert L. Lippert Jr. producteur exécutif
- Société de production et de distribution : Lippert Pictures
- Musique : Bert Shefter
- Photographie : Gilbert Warrenton
- Montage : Carl Pierson
- Direction artistique : Frank Paul Sylos
- Décorateur de plateau : Ralph Sylos
- Costumes : Elmer Ellsworth et Riley Thorne
- Chorégraphe : Val Raset
- Pays d'origine : États-Unis
- Langue : anglais
- Format : Couleur (Ansco Color) - 35 mm - 1,85:1/1,37:1 - Son : mono (Ryder Sound Services)
- Genre : Drame historique
- Durée : 74 minutes
- Date de sortie :
  - États-Unis : 4 septembre 1953

## Distribution
- Paulette Goddard : Jézabel
- George Nader : Jéhu
- Eduard Franz : Achab
- John Hoyt : Élie / narrateur
- Ludwig Donath : Naboth
- John Shelton : Loram
- Joe Besser : Yonkel
- Margia Dean : Deborah
- Carmen D'Antonio : Danseur solo